# Nabor Castillo
Nabor Castillo Pérez (ur. 4 października 1990) – meksykański judoka. Olimpijczyk z Londynu 2012, gdzie zajął dziewiąte miejsce w kategorii 60 kg.
Zdobył srebrny medal na igrzyskach panamerykańskich w 2011. Mistrz panamerykański w 2010. Brązowy medalista igrzysk Ameryki Środkowej i Karaibów w 2010 i 2014 roku.

## Letnie Igrzyska Olimpijskie 2012
| Konkurencja | Walki     | Walki                    | Walki              | Klas. końcowa |
| Konkurencja | 1/32      | 1/16                     | 1/8                | Miejsce       |
| ----------- | --------- | ------------------------ | ------------------ | ------------- |
| 60 kg       | wolny los | Khom Ratanakmony (CAM) W | Elio Verde (ITA) P | IX            |